# Anders Johnsson
Anders Johnsson (* 14. November 1890 in Staffanstorp; † 7. Juli 1952 ebenda) war ein schwedischer Sportschütze.

## Erfolge
Anders Johnsson nahm an den Olympischen Spielen 1920 in Antwerpen in zwei Disziplinen teil. Mit der Freien Pistole erreichte er mit 448 Punkten im Einzel keine vordere Platzierung. Erfolgreicher verlief dagegen die Mannschaftskonkurrenz, in der er gemeinsam mit Sigvard Hultcrantz, Anders Andersson, Casimir Reuterskiöld und Gunnar Gabrielsson insgesamt 2289 Punkte erzielte. Damit gewann die schwedische Mannschaft hinter der US-amerikanischen und vor der brasilianischen Mannschaft die Silbermedaille.